# Thomas Aretz
Thomas Aretz (* 5. September 1948 in Obernburg am Main) ist ein deutscher Schwimmer, der in den Jahren um 1970 für die Wasserfreunde Wuppertal sowie für die Harvard University startete. Er ist 1,99 m groß und wog in seiner aktiven Zeit 91 kg.
Bei den  Deutschen Schwimmmeisterschaften 1970 gewann er den Titel über 100 m Brust sowie über 200 m Lagen.
Darüber hinaus nahm er zweimal an Olympischen Spielen teil. 1968 in Mexiko-Stadt startete er über 100 und 200 m Brust, konnte sich jedoch beide Male nicht für das Finale qualifizieren. Vier Jahre später in München machte er einen erneuten Versuch über 200 m Lagen, wo er das Finale als Zehnter der Vorentscheidung nur knapp verpasste.
Nach den Olympischen Spielen in München setzte er sein in den USA begonnenes Studium fort und schloss dieses 1977 an der Harvard Medical School mit dem Grad eines Medical Doctor. Seit 1999 arbeitet er an der Harvard Medical International als Direktor und ist verantwortlich für Ausbildungsprogramme und alle internationalen Allianzen.
1996 begann die Ludwig-Maximilians-Universität (LMU), das Modell des Reformstudiengangs der Harvard Medical School auf die eigene ärztliche Ausbildung zu übertragen, dazu wurde 1996 die "Munich-Harvard Alliance for Medical Education" gegründet. Dafür wurde Aretz 2005 die Ehrenbürgerwürde der Ludwig-Maximilians-Universität (LMU) München verliehen.